# ديكي ميرفي
ديكي ميرفي (بالإنجليزية: Dickie Murphy)‏ هو لاعب قذف أيرلندي، ولد في 1961 في إنيسكورثي ‏ في جمهورية أيرلندا.